# Katarzyna Górna
Katarzyna Górna (ur. 27 lipca 1968 w Warszawie) – polska artystka łączona ze sztuką krytyczną.
Laureatka artystycznej Nagrody Sztuki im. Marii Anto i Elsy von Freytag-Loringhoven w 2018.
Odznaczona w maju 2025 brązowym Medalem „Zasłużony Kulturze Gloria Artis”.

## Życiorys
W latach 1989–1994 studiowała na Wydziale Rzeźby Akademii Sztuk Pięknych w Warszawie, gdzie obroniła dyplom w 1994 w pracowni prof. Grzegorza Kowalskiego zwanej Kowalnią.
Inicjatorka założonego w 2009 Obywatelskiego Forum Sztuki Współczesnej.

## Prace
Fotografie:
- Dziesięć panien, 1995
- Aniołek, różyczka, rybka, 1995
- Madonny, 1996–2001
- Fuck Me, Fuck You, Peace, 2000

Wideo:
- Sumo, 2003

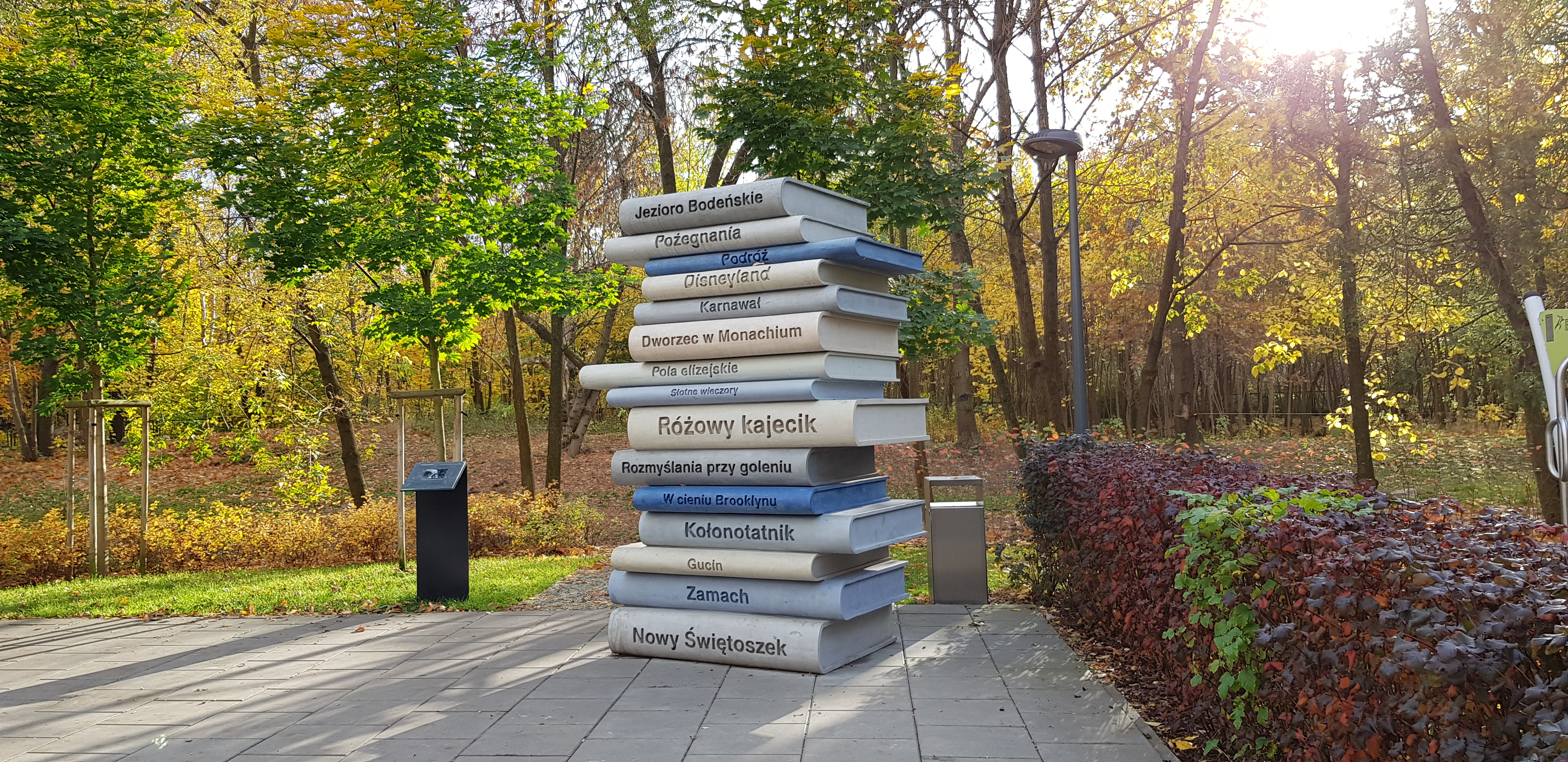
Żoliborz Artystyczny w Warszawie, rzeźba Katarzyny Górnej Księgozbiór poświęcona Stanisławowi Dygatowi

- Happy Birthday, Mr President, 2004
- Barbie Bar, 2006

## Nagrody i wyróżnienia
W 2018 r. otrzymała Nagrodę Sztuki im. Marii Anto i Elsy von Freytag-Loringhoven i w 2019 r. zasiadała w kapitule tej nagrody. W 2021 r. została pierwszą laureatką stypendium im. Ludwiki Góreckiej przyznawanym przez Zachętę Narodową Galerię Sztuki.